# Panipuri

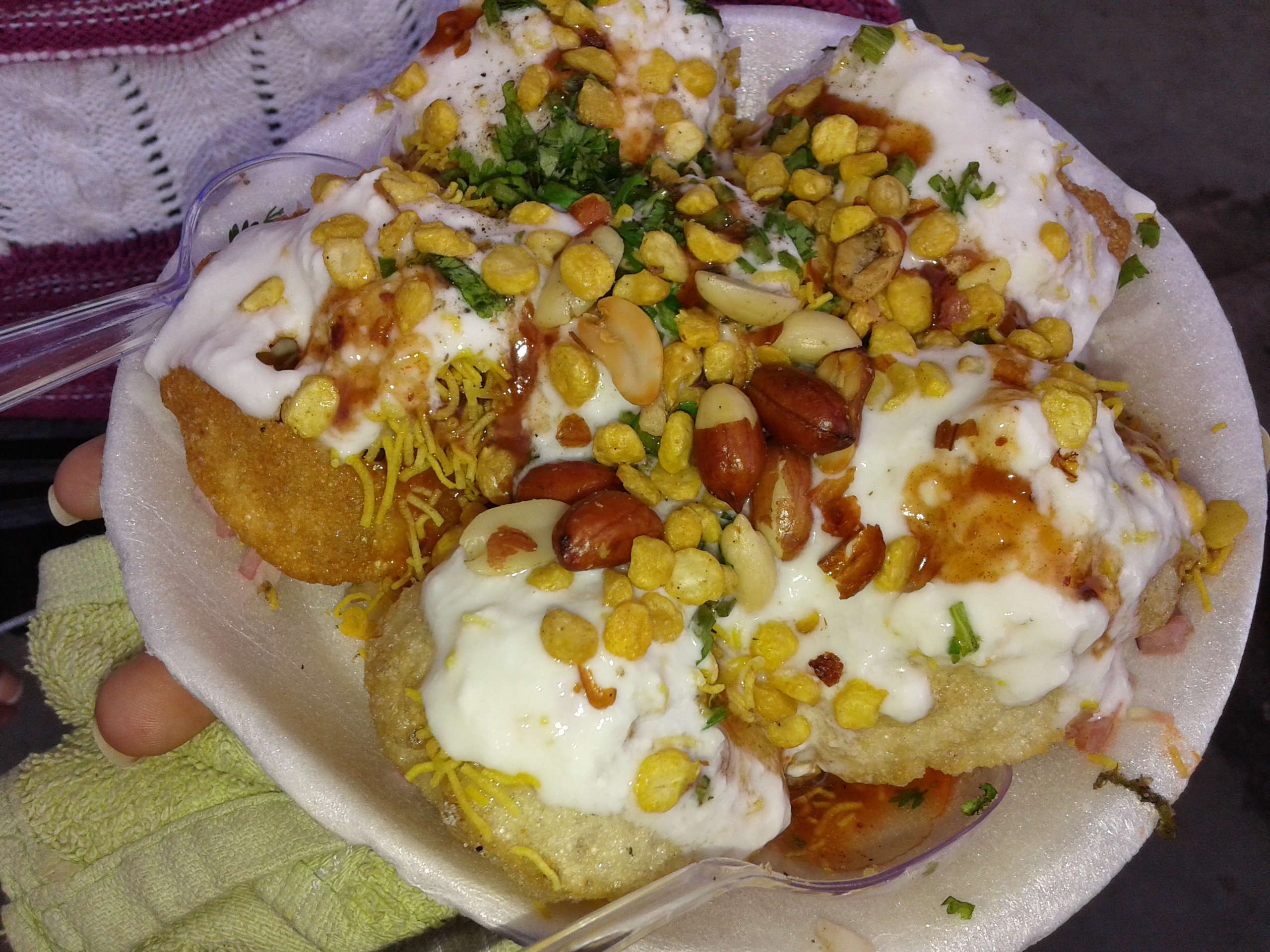
Dahi batata puri.

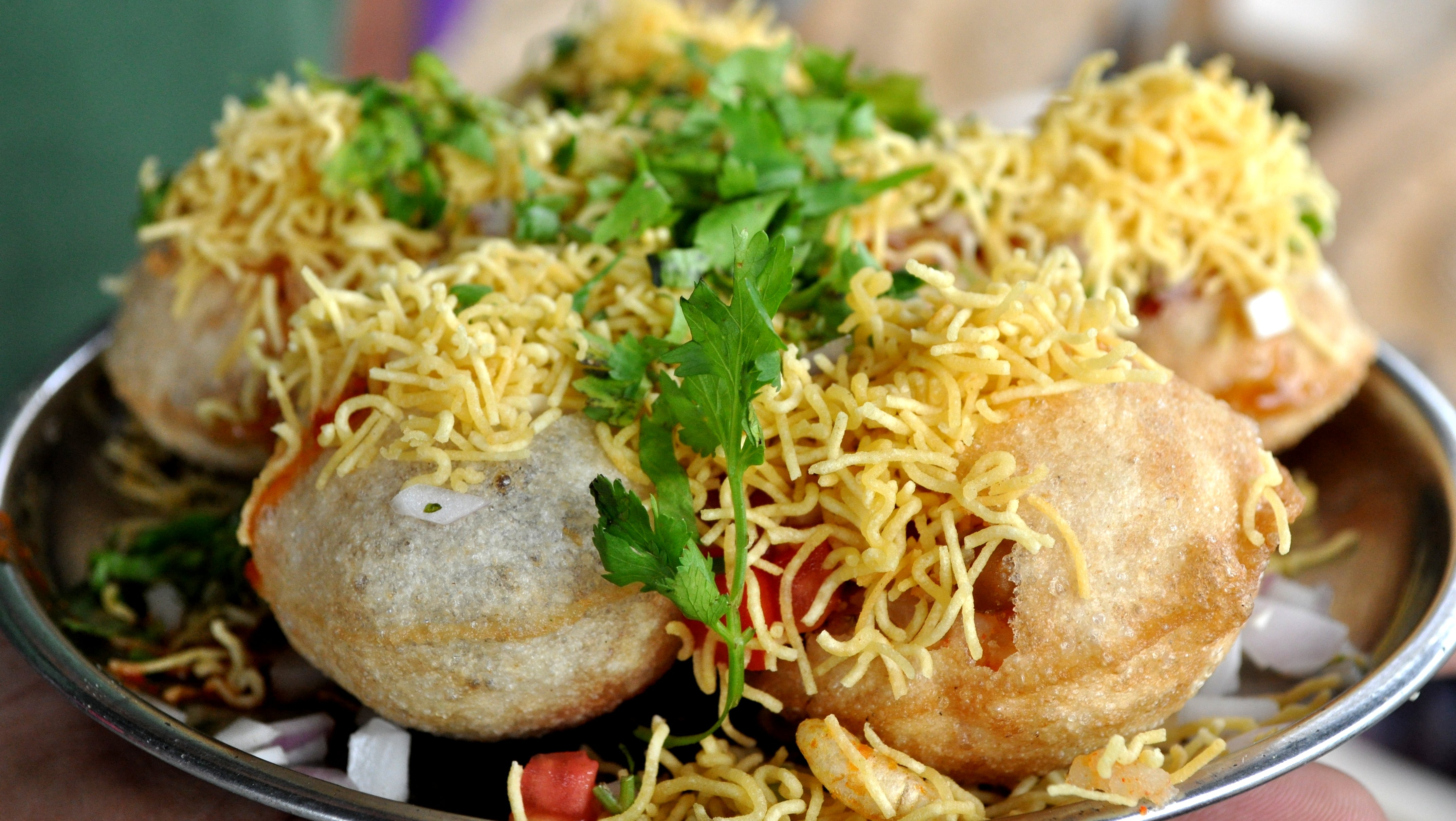
Sev puri.

Le panipuri (en hindi : पानी पूरी ;  pānīpūrī) est une collation consommée dans plusieurs régions du sous-continent indien. Ce mets fait partie des chaat, les collations salées frites servies sur les bords de routes. Elle est constituée d'un puri ovale, creux et frit que l'on mange avec de l'« eau assaisonnée » (pani), du chutney de tamarin, du piment, du chaat masala, des pommes de terre, des oignons et des pois chiches. Le dahipuri (en gujarati : દહીંપૂરી) est une variante contenant du lait caillé brassé (dahi). Il est originaire de Bombay et populaire dans tout l'état du Maharashtra. Le sevpuri (en marathi : शेवपुरी) est une autre variante de Bombay qui contient des sev, des nouilles de farine de pois chiches frites.

## Noms
Le terme panipuri signifie littéralement « eau-pain ». Peu de choses sont connues sur ses origines. Le premier document faisant mention du terme panipuri date de 1955 ; de 1961 pour golgappa. Le panipuri porte différents noms suivant la région. Au Punjab, en Haryana, au Jharkhand, il est appelé golgappa ; au Rajasthan et en Uttar Pradesh, pani ke bataashe ; à Goa, en Andhra Pradesh, au Karnataka, au Maharashtra, et au Tamil Nadu, panipuri ; dans le Bengale occidental, phuchka ; au Bihar, Madhya Pradesh et au Nepal, phulki ; au Gujarat, pakori ; au Chhattisgarh et en Odisha, gupchup,.

## Préparation
Le puri sont de pain creux, ronds et durs. Leur sommet est cassé pour permettre de le remplir avec des pommes de terre écrasées ou des pois chiches et des oignons. On saupoudre un peu de poudre de curcuma (haldi) ou de poudre de piment ainsi qu'une pincée de sel. On verse ensuite dans la coquille, et sur la garniture, du chutney de tamarin sucré et du chutney de piments verts et d'ail ou de menthe (pani). Finalement, un yaourt battu et sucré (dahi) est versé généreusement sur le puri et le tout est garni de nouilles de pois chiches (sev), de haricots mungo (moong dal) et de feuilles de coriandre hachées. Il n'y a toutefois pas de recette figée, mais les ingrédients de base restent les mêmes. On peut ajouter de la mangue verte, si c'est la saison, ou un peu de citron et de chaat masala. On peut aussi utiliser de l'épinard (palak), du maïs, ou du paneer.

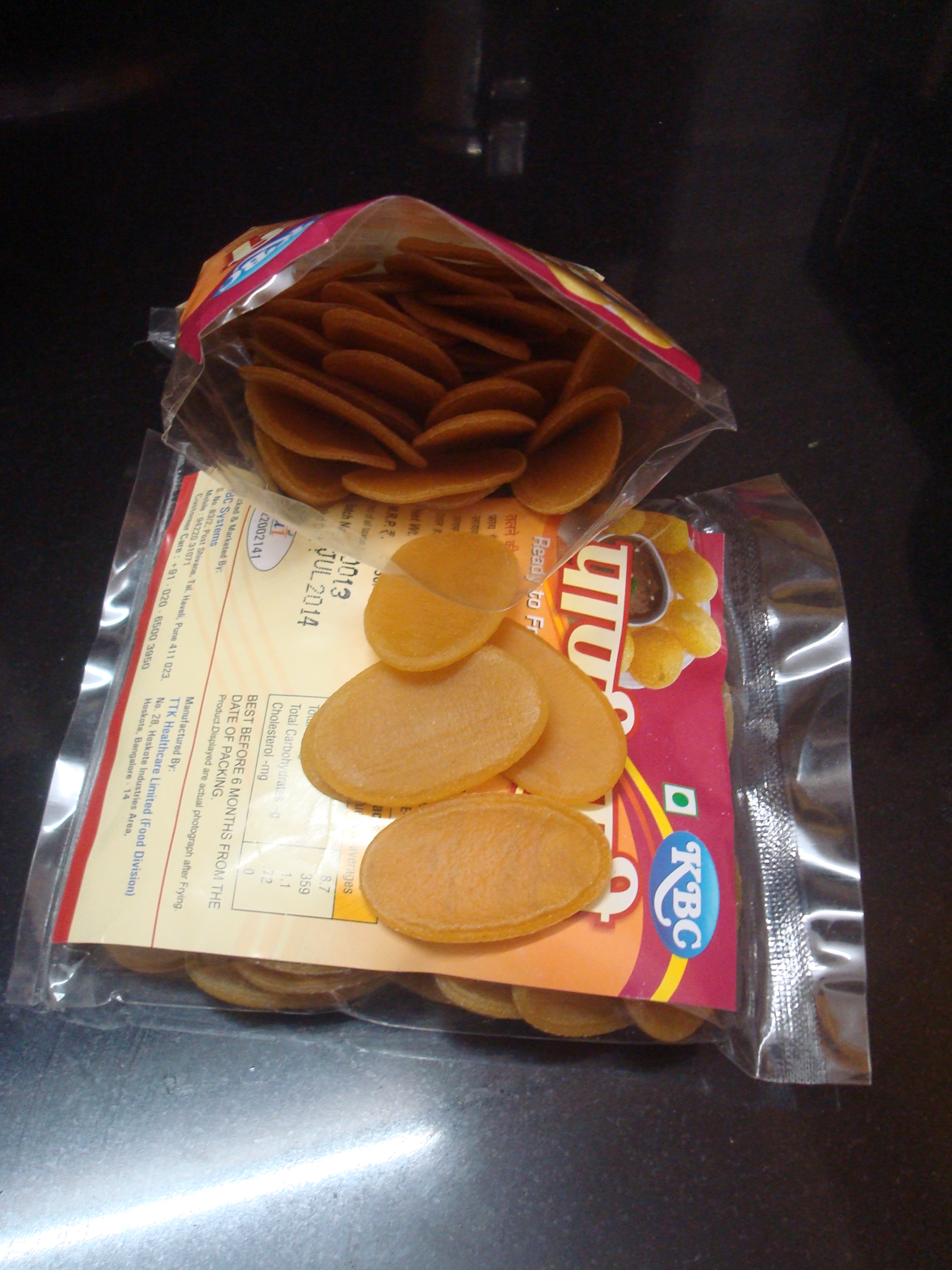
Des puri prêts à frire.
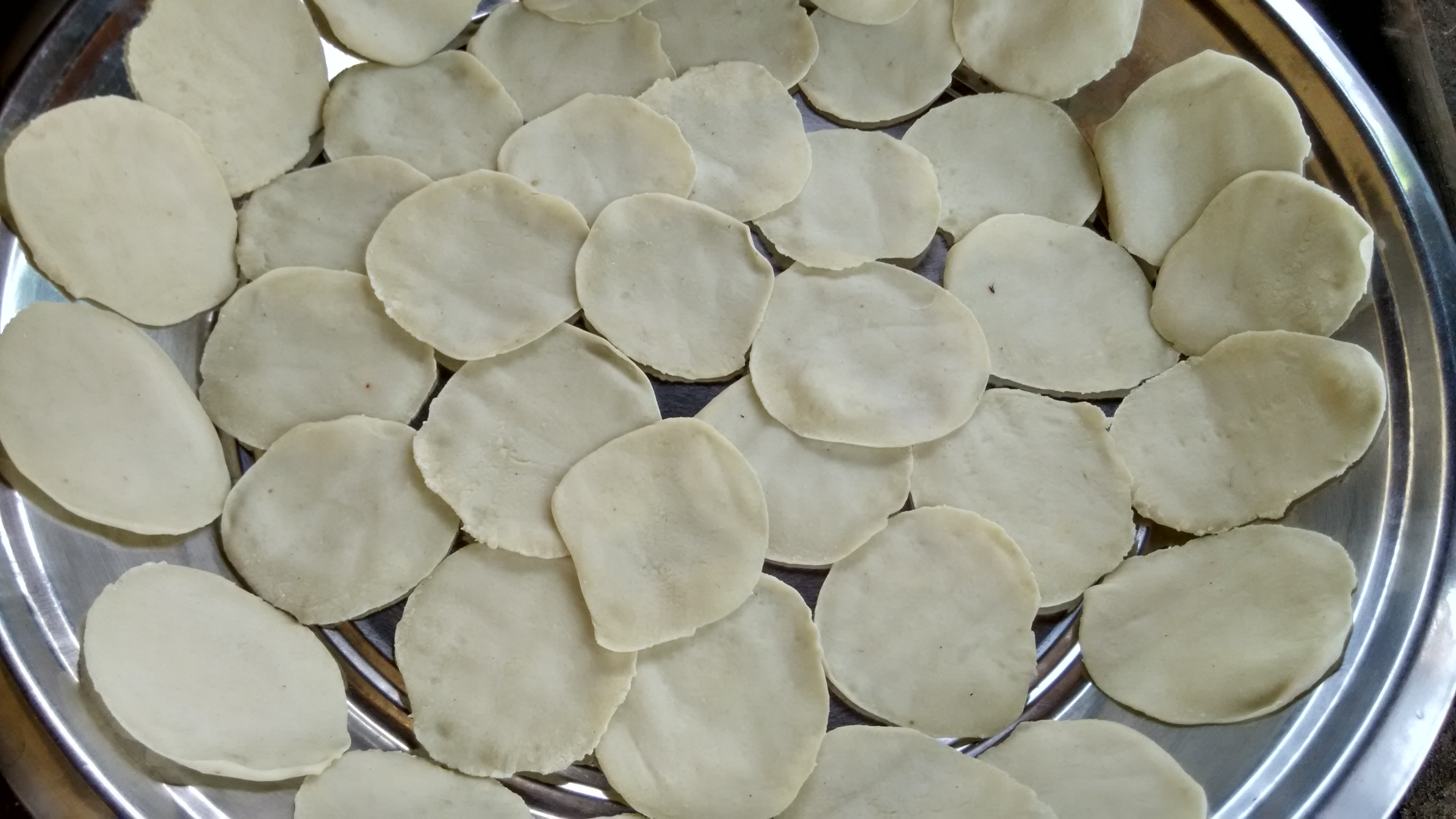
Des puri fait maison avant leur friture.
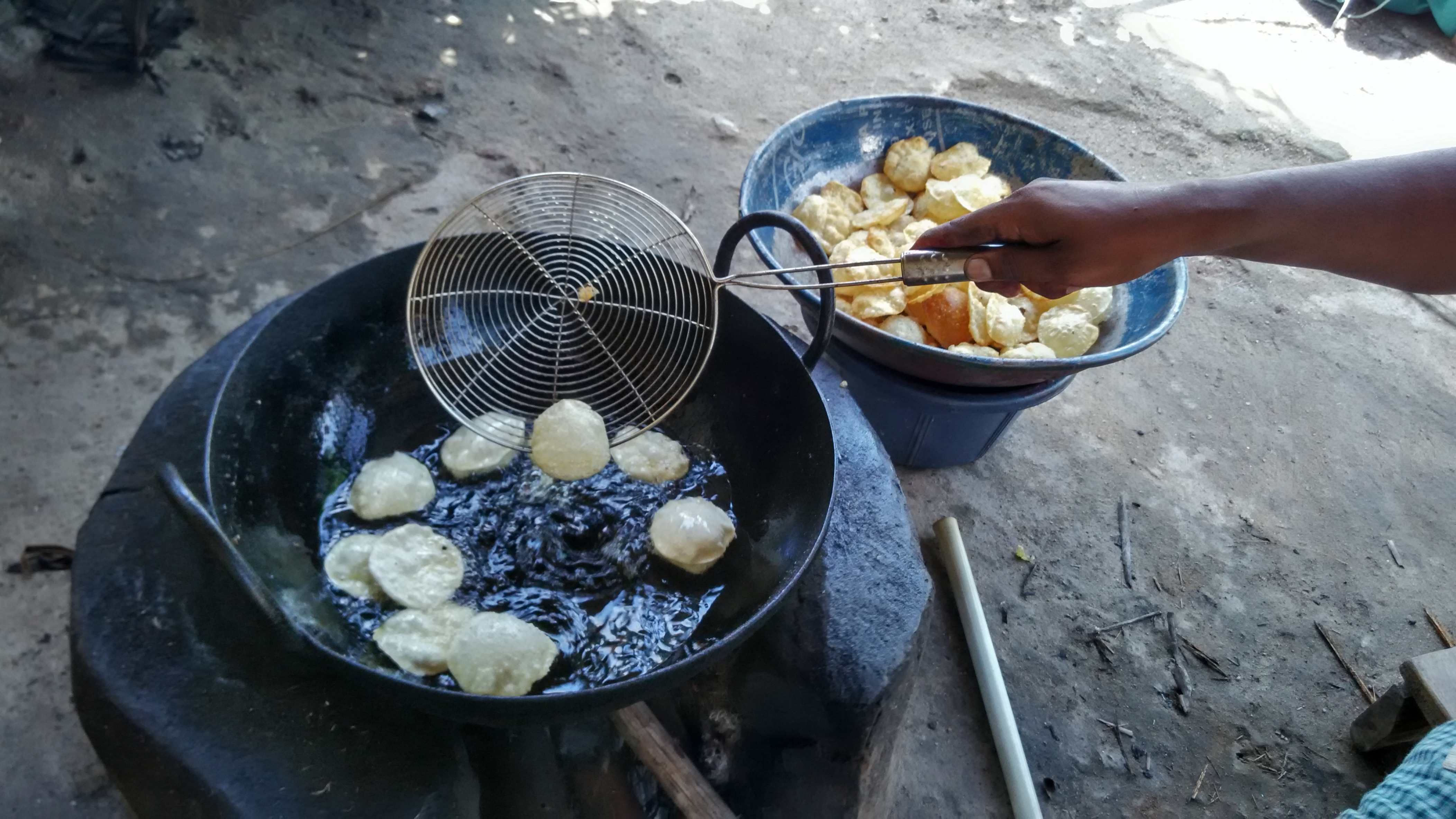
Des puri en train de frire.
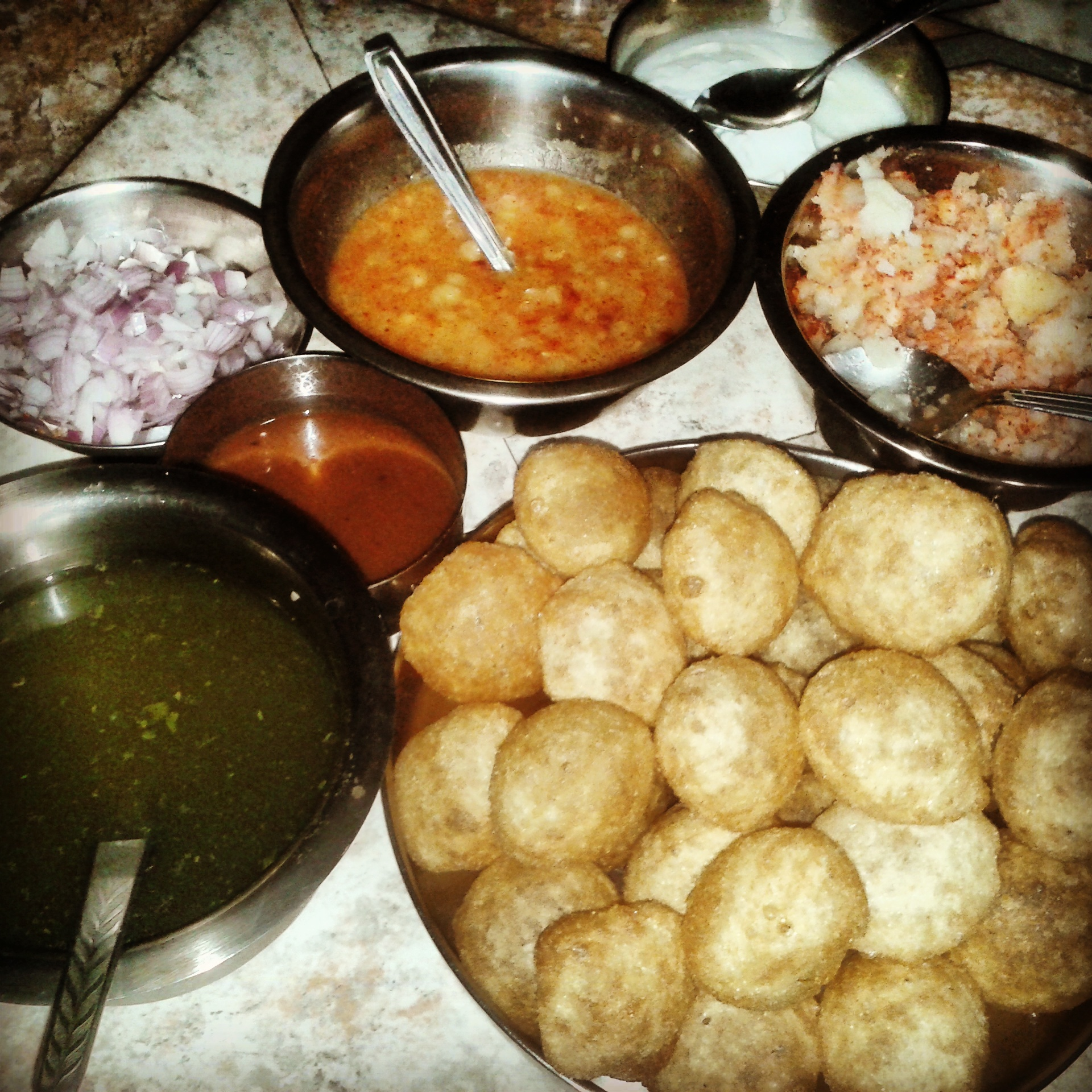
Golgappa pas encore garnis.
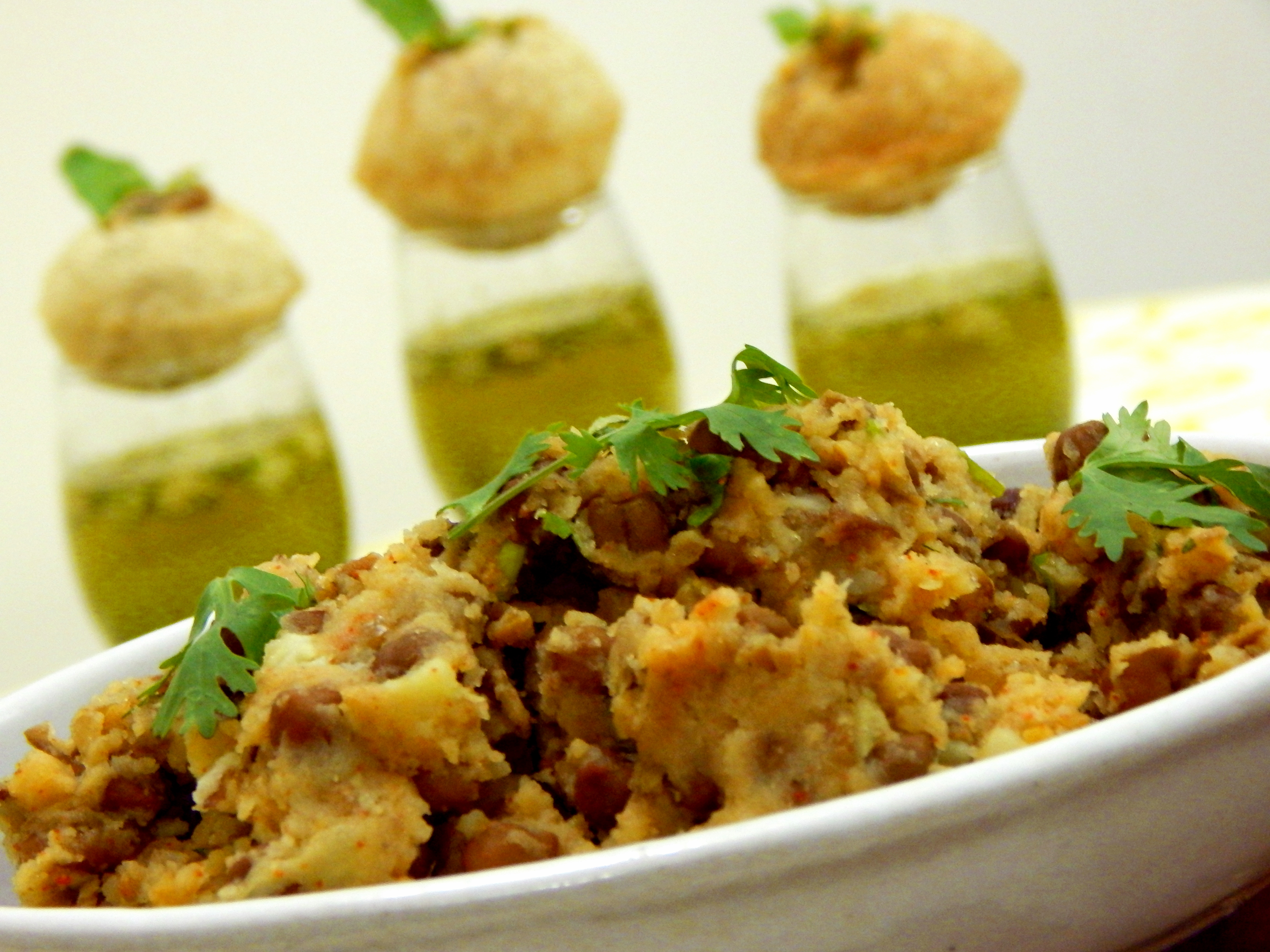
Farce de pommes de terre.
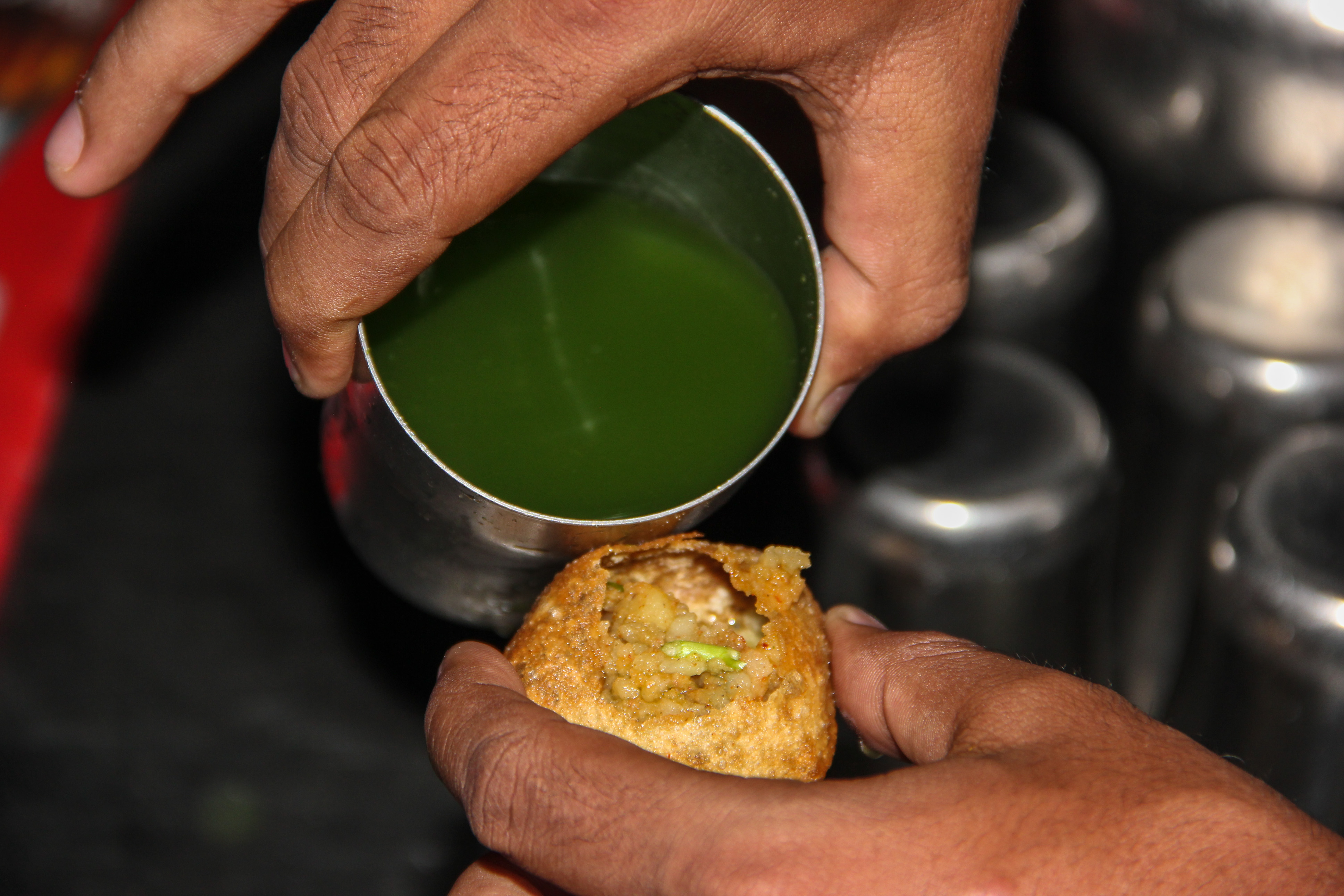
Du chutney vert versé dans un pani puri.

## Consommation
Les puri sont généralement servis par 5 ou 6 par assiette. Chaque puri doit être mangé en une bouchée pour que l'ensemble du spectre des saveurs et des textures soient présentes en bouche au même moment.
De Mumbai à Pune, les panipuri évoquent immédiatement la cuisine de rue mais ils sont aussi servis dans des établissements plus haut de gamme. Récemment, des supermarchés ont commencé à commercialiser des versions prêtes à manger et des collations similaires comme les bhelpuri.

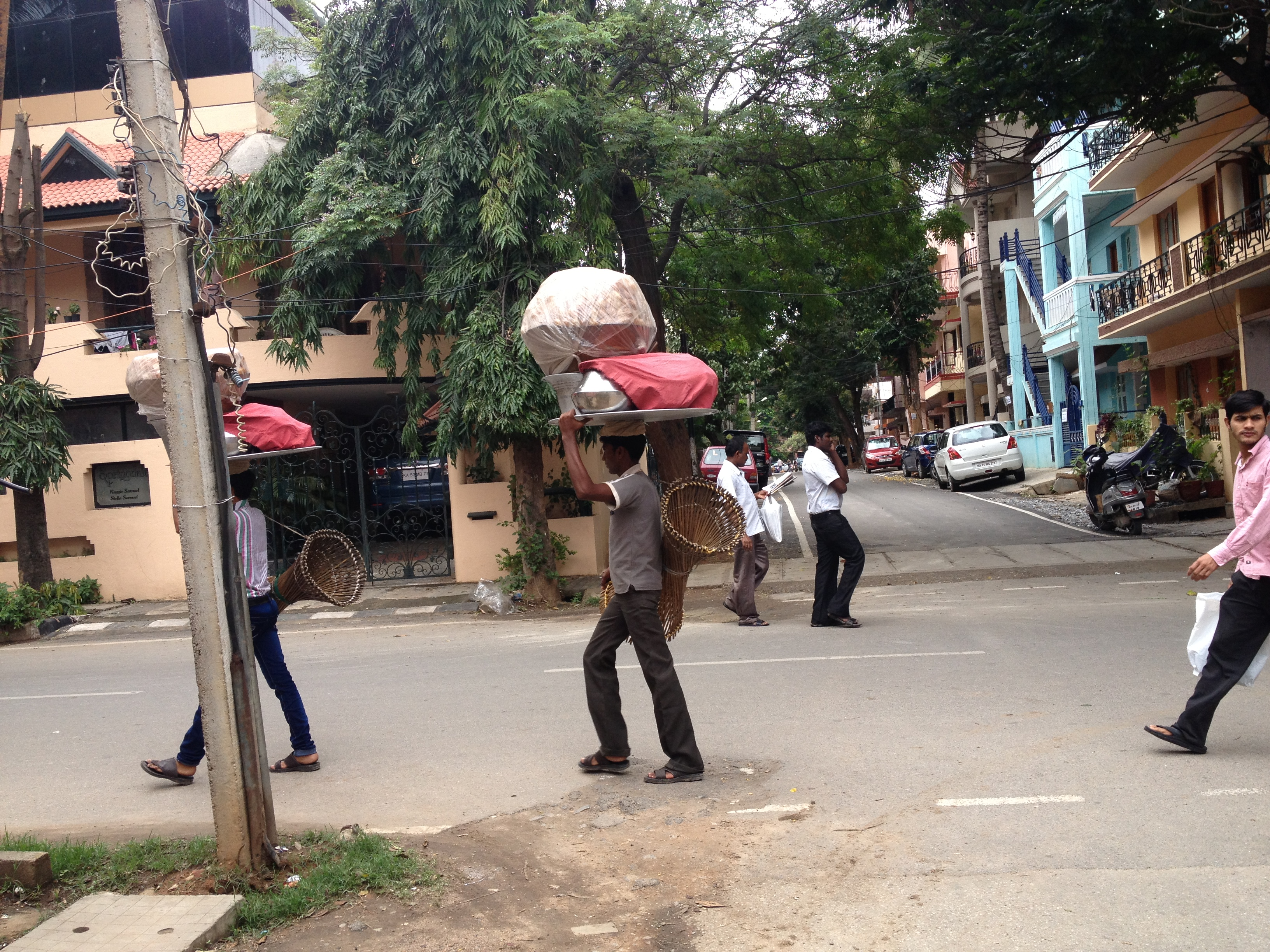
Vendeur de pani puri déplaçant leur stand.
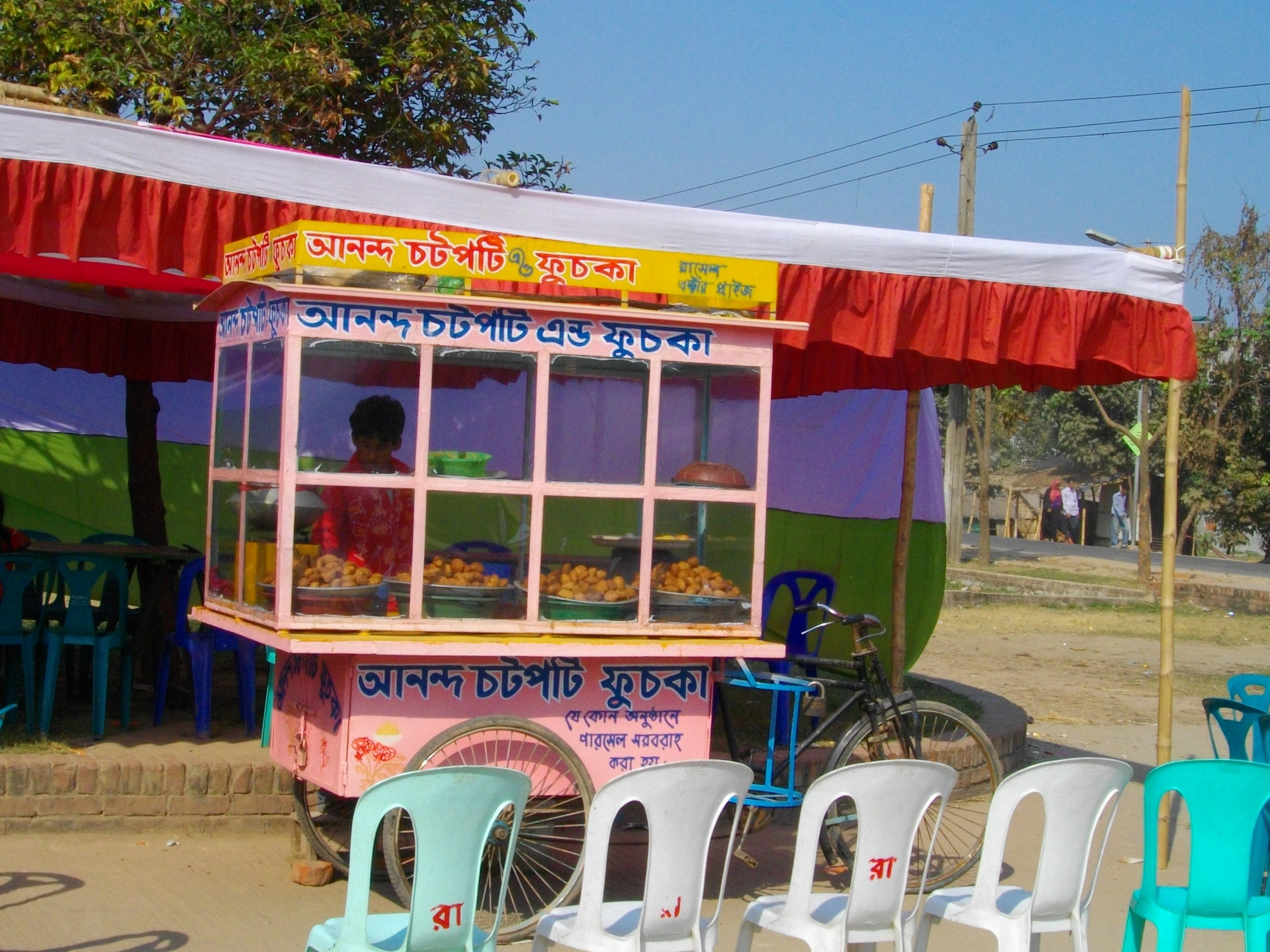
Un stand de fuchka.
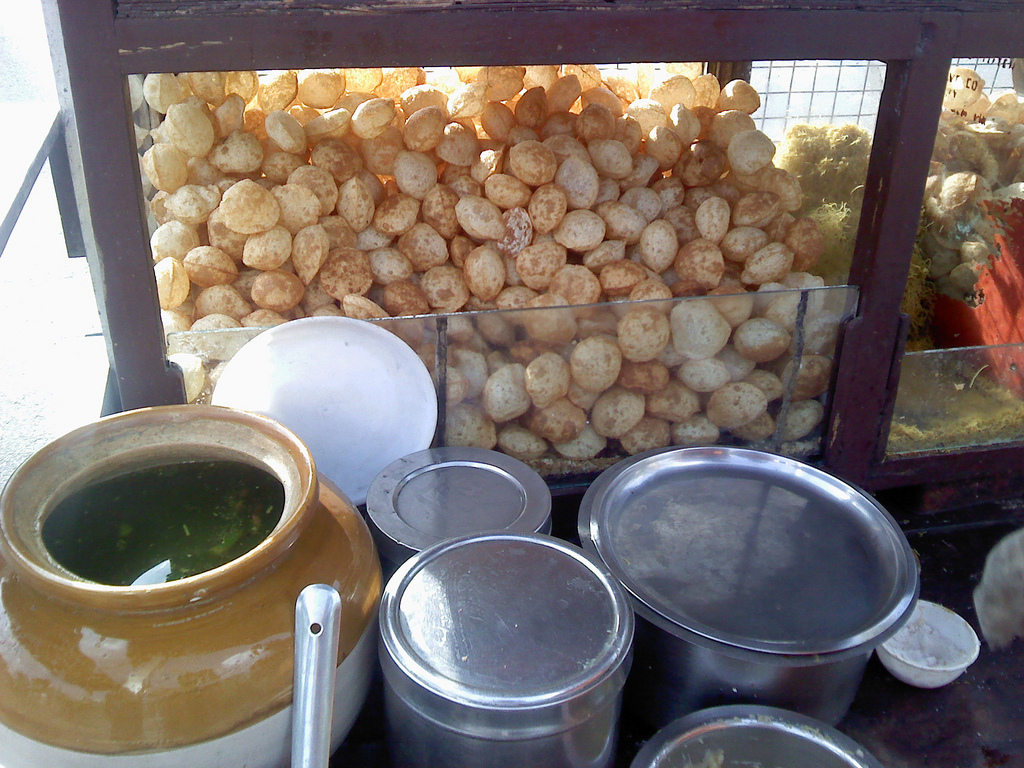
Stand de pani puri.
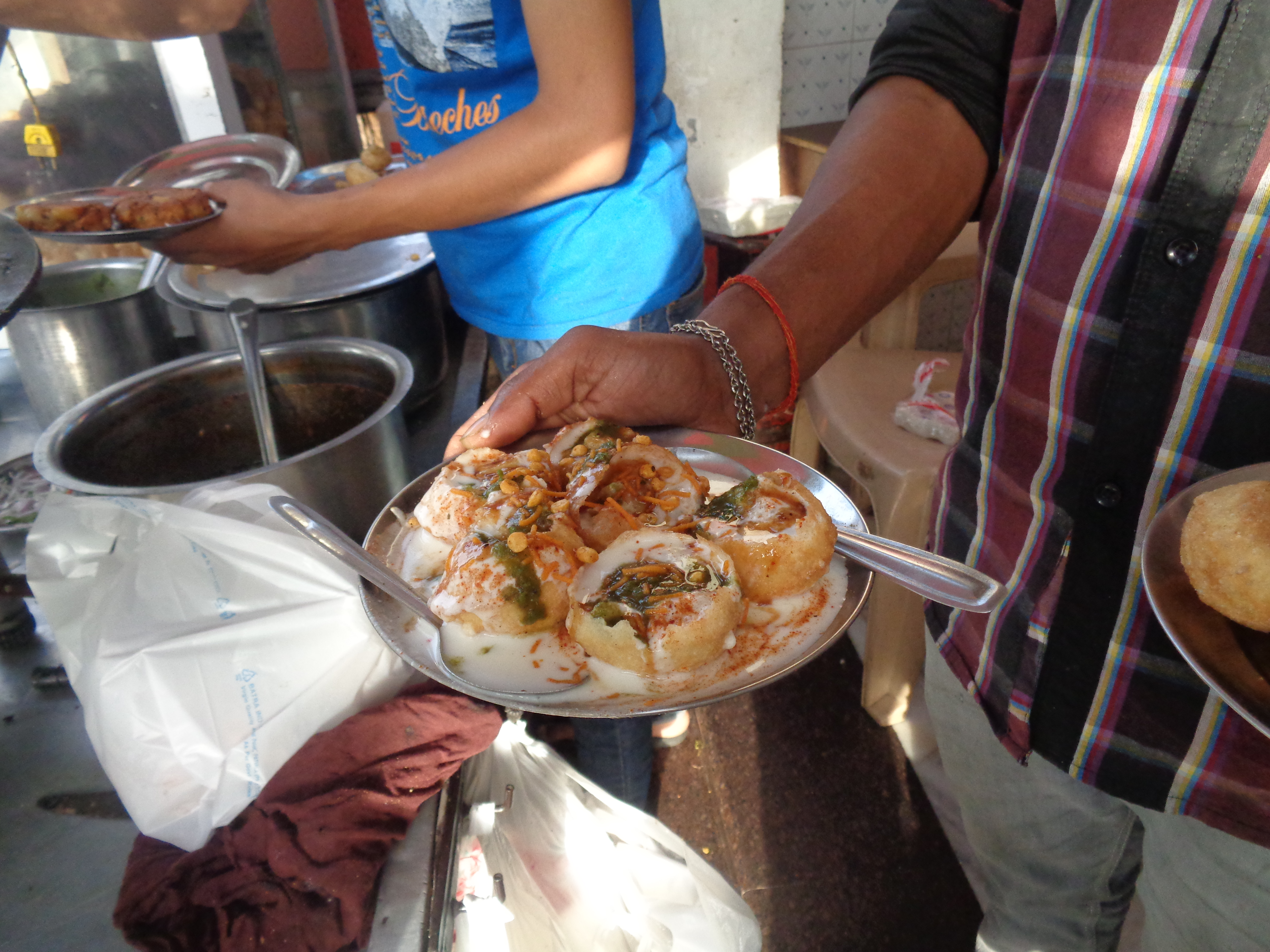
Dahi puri servis sur un stand.
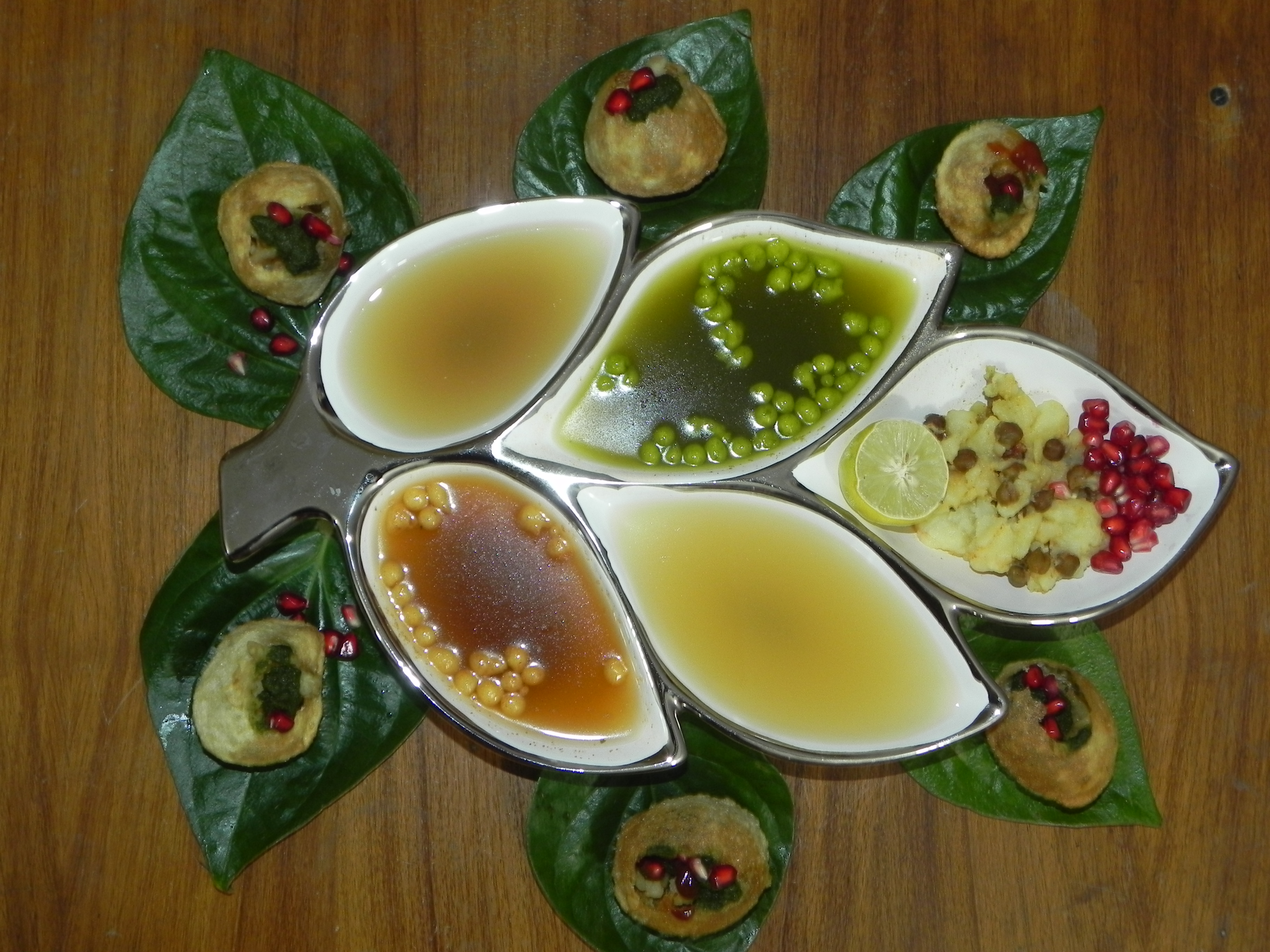
Golgappa avec une variété d'« eaux assaisonnées ».
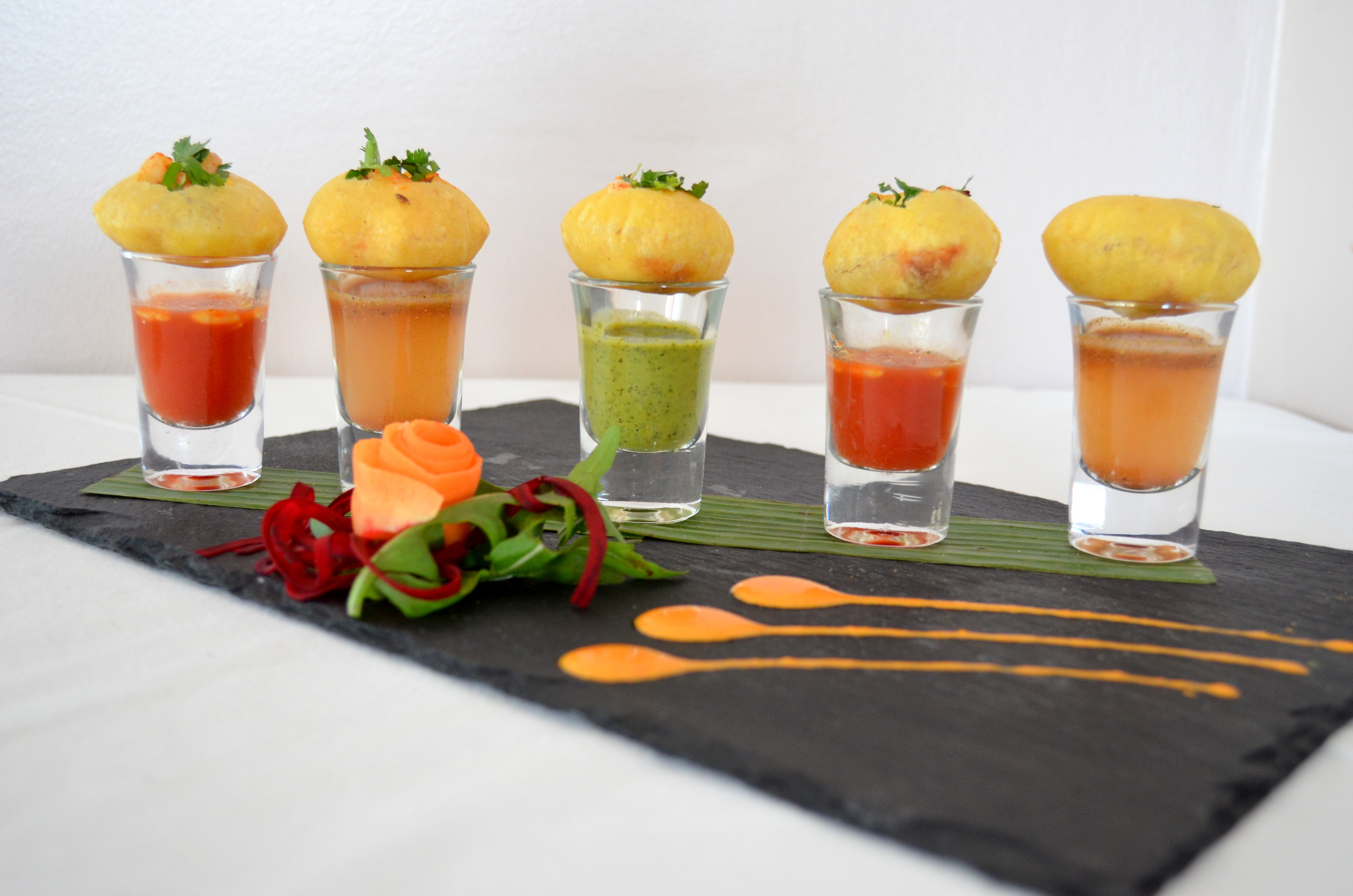
Golgappe avec différents pani.

## Aspects culturels
Il y a un magazine mensuel pour les enfants publié en 1970 à Delhi qui s'appelle Golgappa. Les panipuri ont figuré à l'écran dans le film Rab Ne Bana Di Jodi, avec pour vedette Sharukh Khan et Anushka Sharma se mettent au défi de manger le plus de golgappa possible.